# Le Sang et la Cendre
Le Sang et la Cendre (titre original : Blood and Ash) est une série littéraire de romantic fantasy écrite par Jennifer Armentrout.
Publiée à partir de 2021, cette saga  a rapidement rencontré un grand succès, en partie grâce à sa popularité sur TikTok. La série, qui compte actuellement cinq volumes, verra la sortie d'un sixième tome, The Primal of Blood and Bone, en 2025.

## Présentation générale
Les romans suivent le parcours de Poppy, une jeune femme prédestinée depuis sa naissance à jouer un rôle fondamental dans l’avènement d’une nouvelle ère. Soumise à des règles strictes qui la privent de tout contact humain et de toute interaction sociale , elle remet en question cette destinée qui lui a été imposée. Animée par un désir de vengeance contre ceux qui lui ont causé du tort, elle voit ses certitudes vaciller lorsqu’Hawke, son nouveau garde personnel, entre dans sa vie.

## Liste des romans
1. Le Sang et la Cendre, De Saxus, 2021 ((en) From Blood And Ash, 2020), trad. Cécile Tasson, 663 p.  (ISBN 978-2-37876-159-2)
2. Un royaume de chair et de feu, De Saxus, 2022 ((en) A Kingdom of Flesh and Fire, 2020), trad. Cécile Tasson, 763 p.  (ISBN 978-2-37876-175-2)
3. La Couronne d'os dorés, De Saxus, 2023 ((en) The Crown of Gilded Bones, 2021), trad. Anaïs Papillon, 799 p.  (ISBN 978-2-37876-250-6)
4. La Guerre des deux reines, De Saxus, 2024 ((en) The War of Two Queens, 2022), trad. Paola Appelius et Camélia Claude, 880 p.  (ISBN 978-2-37876-442-5)
5. Une âme de cendre et de sang, De Saxus, 2025 ((en) A Soul of Ash and Blood, 2023), trad. Paola Appelius, 768 p.  (ISBN 978-2-37876-581-1)

5,5. Mémoires de la chair et du sang, De Saxus, 2025 ((en) Visions of Flesh and Blood, 2024), trad. Paola Appelius, 848 p.  (ISBN 978-2-37876-762-4)À paraître le 18 septembre 2025

## Adaptation
En 2024, Sony Pictures Television acquiert les droits d'adaptation pour créer une série pour une plateforme de streaming.